# Tokugawa Muneharu
Tokugawa Muneharu est un nom japonais traditionnel ; le nom de famille (ou le nom d'école), Tokugawa, précède donc le prénom (ou le nom d'artiste).
Tokugawa Muneharu (徳川 宗春), né le 20 novembre 1696 - décédé le 1er novembre 1764, est un shinpan daimyo de l'époque d'Edo de l'histoire du Japon. Il est le 10e seigneur Tokugawa du domaine d'Owari et l'un des gosanke.

## Biographie
Muneharu est le 20e fils par une concubine de Tokugawa Tsunanari et un arrière-arrière petit-fils de Tokugawa Ieyasu. Il s'élève au troisième rang junior à la cour impériale et occupe le poste titulaire de Gon-Chūnagon (conseiller du milieu). Il accède au second rang subalterne à titre posthume et reçoit le titre de  Gon-Dainagon  (conseiller principal). Parmi ses frères figurent Tokugawa Yoshimichi et Tokugawa Tsugutomo (4e et 6e seigneurs d'Owari) et Matsudaira Yoshitaka (2e seigneur du domaine de Mino Takasu). Une de ses sœurs, Matsuhime, épouse Maeda Yoshinori, seigneur du domaine de Kaga, plus riche han du Japon à l'exception des propriétés des Tokugawa eux-mêmes. Muneharu ne se marie pas mais a de nombreuses concubines. Sa quatrième fille épouse le kampaku Konoe Uchisaki.

### Perte du pouvoir
Adonné au luxe, Muneharu publie en 1731 un ouvrage intitulé Onchiseiyō (温知政要), qui critique l'excessive frugalité de Tokugawa Yoshimune, le shogun alors en place. En 1739, après une longue dispute avec Yoshimune, Muneharu est forcé à la retraite et confiné dans l'enceinte du château de Nagoya. Un proche parent lui succède à la tête du domaine d'Owari et prend le nom de Tokugawa Munekatsu. Après la mort de Yoshimune, Muneharu sort de l'enceinte du palais. Il meurt en 1764 mais n'est pas pardonné et une grille métallique est placée sur sa tombe pour indiquer son statut. Quand un shogun ultérieur installe son propre fils comme seigneur d'Owari 75 ans après la mort de Muneharu, il fait enlever la grille en geste de pardon.

## Dans la culture populaire
Dans la populaire série télévisée Abarenbō Shōgun (en) de la TV Asahi qui représente des événements fictifs de la vie du shogun Tokugawa Yoshimune, Muneharu est fréquemment représenté comme le méchant qui essaie régulièrement d'assassiner Yoshimune et de prendre le contrôle du shogunat. Même quand il n'apparaît pas, de nombreux petits scélérats agissent en son nom ou prévoient de recevoir une récompense de Muneharu une fois celui-ci devenu shogun. Le rôle est d'abord interprété par Akira Nakao (en) et plus tard par Tokuma Nishioka.
Comme pour la série en général, alors que le fond est historique, les actions spécifiques attribuées à Muneharu sont fictives.
Dans le livre Blood Ninja, il est le père du personnage principal Taro et l'ennemi d'Oda Nobunaga.

## Source de la traduction
- (en) Cet article est partiellement ou en totalité issu de l’article de Wikipédia en anglais intitulé « Tokugawa Muneharu » (voir la liste des auteurs).